# Могилевцев, Владимир Александрович
Владимир Александрович Могилевцев (род. 29 мая 1960 года, Брянск, Брянская область, РСФСР, СССР) — российский художник, член-корреспондент РАХ (2022).

## Биография
Родился 29 мая 1960 года в Брянске. Живёт и работает в Санкт-Петербурге.
В 1994 году — окончил Институт живописи, скульптуры и архитектуры имени И. Е. Репина, мастерская станковой живописи Ю. М. Непринцева.
С 1994 по 1997 годы — проходил стажировку в Творческой мастерской монументальной живописи Российской академии художеств в Санкт-Петербурге под руководством профессора А. А. Мыльникова.
С 1994 года — член Союза художников России.
С 1995 года — преподаватель рисунка на старших курсах факультета живописи, профессор, с 2013 года — заведующий кафедрой рисунка Санкт-Петербургской академии художеств имени Ильи Репина.
В 2018 году — избран почётным членом, в 2022 году — избран членом-корреспондентом Российской академии художеств от Отделения живописи.

## Творческая деятельность
Основные живописные произведения: «Александр Невский» (1995, холст, мало, 400*200), «Теледемоны» (1996, холст, масло, 180*160), «Художник» (2000, холст, масло, 180*154), «Вечер в Павловске» (2002, холст, масло, 80*60), «Портрет художника О. А. Еремеева» (2007, холст, масло, 75*112), «Утро в Петербурге» (2015, холст, масло, 75*112), «Марафон» (2019, холст, масло, 150*300), «Война-болезнь человечества» (2019, холст, масло, 142*200), «Белый город» (2020, холст, масло, 150*300), «Невский проспект. 1991 год» (2021, холст, масло, 250*370) и многие другие.
Автор учебных пособий: «Основы рисунка» (СПб, 2012), «Наброски и учебный рисунок» (СПб, 2012).
Произведения представлены в собрании Государственного Русского музея (Санкт-Петербург), музея Александро-Невской Лавры (Санкт-Петербург), фондах Научно-исследовательского музея при Российской академии художеств (Санкт-Петербург), а также в частных коллекциях России и за рубежом.
Участник выставок с 1995 года.

## Награды
- Грамота Комитета по культуре Санкт-Петербурга (2023)

Награды РАХ
- Благодарность РАХ (2012, 2014)
- Серебряная медаль РАХ (2008)
- Золотая медаль РАХ (2010, 2017)